# Mateo Santamarta
Mateo Santamarta nace en Izagre, León, España; el 21 de septiembre de 1954, es un artista plástico español, principalmente pintor abstracto y grabador; y también poeta.

## Biografía
Nació en el seno de una familia de agricultores pobres en el Páramo leonés. Durante el bachillerato tuvo como profesor al pintor leonés Modesto Llamas Gil.
Residente en Madrid desde 1968, donde trabaja en su estudio; entre 1981 y 1982 vivió en Cadaqués (Gerona), donde realizó su primera exposición. Aficionado a la literatura y la fotografía, experimenta y explora en ambos campos. 
Participó activamente en la lucha contra la dictadura franquista y sufrió la represión de dicho régimen, cumpliendo dos años y medio de prisión.
De formación principalmente autodidacta en el campo pictórico, ha profundizado en las técnicas y procesos del grabado con los maestros José Hernández y Pavel Albert. Ha sido becado en dos ocasiones para asistir a los Cursos de Verano de El Escorial. 
Actualmente distante de la política, que define, al tiempo que se describe a sí mismo, como:

"tan próxima, en tantos casos, al fraude o el delito. Rebelde sin causa, me gusta predicar en el desierto y cuestionar mis propias aspiraciones y ambiciones."

 Continúa en activo y se ha incorporado a la red virtual a través de su bitácora, en la que cultiva en especial sus vertientes poéticas y literarias y su  escepticismo crítico.
Sus grabados y pintura integran varias colecciones públicas; entre ellas, la de la Biblioteca Nacional de España.

## Exposiciones
Tiene en su haber, tanto a título individual como colectivo, desde principios de los años ochenta, la participación  en  un centenar largo de exposiciones, siendo especialmente reconocido en ferias internacionales de arte su trabajo como grabador y pintor. Ha participado  en Arco 84, en casi una decena de ediciones de  la feria  internacional "Estampa"; y en "Bidart 92" y "Artexpo 03" en Nueva York. Participó y colaboró en la organización de exposiciones  como 
"Jazzarte"
 y "Placeres Ocultos", exhibidas en  diversas ciudades españolas. Fue finalista en la II Bienal Internacional de Pintura de Guayaquil (2010). 
En su provincia natal ha expuesto una vez, en la capital, en la sala Lucio Muñoz de la Delegación de Gobierno de la Junta de Castilla y León, muestra que llevaba el título de "Bajo un Campo de Estrellas, Invitación al Abismo".